# Бир ан Бре
Бир ан Бре (фр. Bures-en-Bray) насеље је и општина у северној Француској у региону Горња Нормандија, у департману Приморска Сена која припада префектури Дјеп.
По подацима из 2011. године у општини је живело 330 становника, а густина насељености је износила 30,03 становника/km². Општина се простире на површини од 10,99 km². Налази се на средњој надморској висини од 83 метара (максималној 201 m, а минималној 47 m).

## Демографија
| 1962. | 1968. | 1975. | 1982. | 1990. | 1999. | 2011. |
| ----- | ----- | ----- | ----- | ----- | ----- | ----- |
| 428   | 434   | 343   | 301   | 318   | 266   | 330   |

График промене броја становника у току последњих година